# Подводное транспортное судно

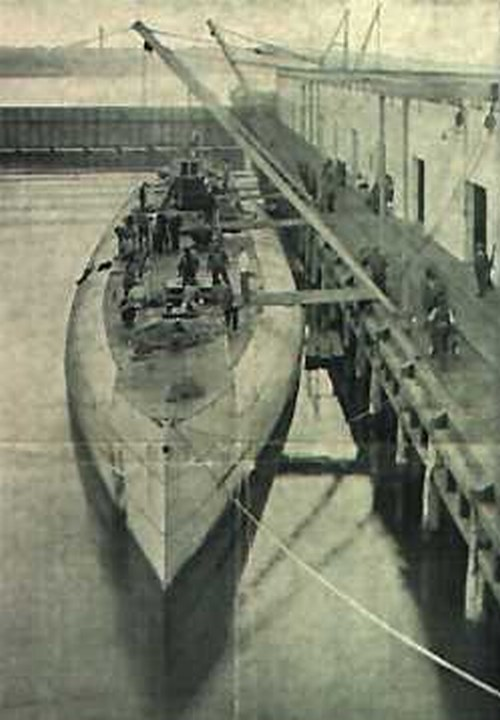
Разгрузка подлодки «Дойчланд» в Нью-Лондоне, 1916 год.

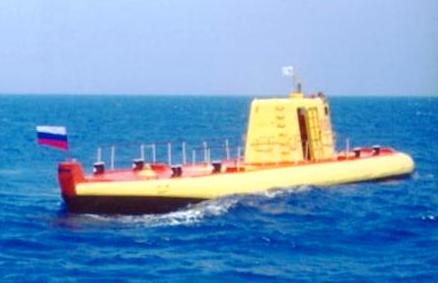
Туристическая подлодка «Садко» 1997 года.

Подводное транспортное судно — подводная лодка, используемая для транспортировки грузов или людей. В разное время создавались специализированные подводные суда в транспортных целях, а в случае необходимости, для этого могут использоваться подлодки другого назначения. Также существуют проекты подобных судов, которые предполагают использование ядерной энергетической установки, и с основным их предназначением для транспортировок в Арктике.

## История
Первые транспортные подлодки были построены в Германии во время Первой мировой войны в 1916 году. Они предназначались для торговли с США в обход морской блокады Антанты — два построенных судна должны были перевозить торговые товары в обоих направлениях.
В связи с появлением судовых атомных энергетических установок в 50-х годах XX века и со значительным увеличением автономности подлодок, стали появляться проекты транспортных подводных атомоходов. В первую очередь в развитых в промышленном отношении северных морских странах. Сперва обсуждалась возможность создания надводных атомных грузовых судов, однако реализации этих проектов мешало одно, но очень важное обстоятельство — чрезвычайно толстый ледовый покров Арктики. После этого ведущими промышленными державами начали разрабатываться подводные транспортные суда с атомной энергетической установкой. Однако в связи с Холодной войной разработки находились в статусе консервации.
Первым проект на создание подводных транспортных судов получило СПМБМ «Малахит». В 1989 году компания «Роснефть» обратилась к «Малахиту» с предложением создать подводное транспортное судно. Конструкторы «Малахита» откликнулись на предложение потенциального заказчика и спроектировали целое семейство подводных судов. Однако проект не был осуществлён из-за недостатка финансирования.

## Проект транспортного судна на базе 941 «Акула»
В 1990-х годах появился проект, предполагающий переоборудование части атомоходов 941-го проекта в транспортные атомные подводные лодки. Они должны были бы предназначаться для перевозок грузов из Европы в Америку подо льдами Заполярья. Проект разрабатывало ЦКБМТ «Рубин».

### Описание проекта
ЦКБМТ «Рубин» разработало проект переоборудования законсервированных или списанных в резерв ТРПКСН проекта 941 в подводные транспортные суда. Таким образом, корабль мог, по мнению разработчиков, беспрепятственно проходить подо льдами на большой глубине с большой партией грузов, чем очень заинтересовал заказчиков (в частности «Норильский никель»). В 2001 году проект был готов, однако не был реализован из-за недостатка финансирования и утилизации 3 ТРПКСН проекта 941: ТК-202, ТК-12 и ТК-13.

### Конструкция
Проект предусматривал переоборудование ТРПКСН проекта 941. Ракетный отсек вырезался, и вместо него устанавливался грузовой отсек вместимостью до 10 000 тонн (по данным ЦКБМТ «Рубин» — 15 000 тонн). Носовая часть планировалась более ледокольной формы, чем она является на субмаринах 941 проекта. Кормовую часть лодки и ЯЭУ оставляли без изменений. В остальном конструкция лодки оставалась без изменений.

### Оценка проекта
Проект подводного транспортного судна был рассчитан на перевозку грузов под льдами Арктики, однако не был реализован. Причин тому несколько: во-первых, данное судно по расчётной глубине и в надводном состоянии не всегда могло пройти в порты, для которых оно предназначалось (Дудинка и т. д.), во-вторых, проект не получил необходимого финансирования. В конечном счете списанные в резерв корабли, предназначенные для переоборудования в подводные транспортные суда, были утилизированы на американские деньги.
В декабре 2010 года генеральный директор ЦКБМТ «Рубин» Андрей Дьячков сделал заявление о том, что использование атомных подводных лодок для перевозки коммерческих грузов нецелесообразно.